# Blue Ribbon Stars
Blue Ribbon, voluit Blue Ribbon Stars, is een Zimbabwaanse club uit de stad Chitungwiza. Blue Ribbon komt uit in de Zimbabwe Premier Soccer League, de hoogste voetbaldivisie van het land.